# زوكو (أفاتار)
الأمير زوكو (بالإنجليزية: Prince Zuko) (بالصينية: 蘇科) هو شخصية خيالية من مسلسل الرسوم المتحركة من نكلوديون أفاتار: أسطورة آنج. ابتكر الشخصية مايكل دانتي ديمارتينو وبراين كونيزكو، وأداها صوتيًا دانتي باسكو ومثلها ديف باتل في فيلم ذا لاست إيربندر.
زوكو هو أمير عشيرة النار ومسخر نار قوي، حيث يقوم بتسخير النار وصنعها ويعيد توجيه البرق. هو الابن الأكبر لزعيم النار أوزاي والأميرة أرسا، والشقيق الأكبر للأميرة أزولا والأخ من الأم لكاي. قبل أحداث المسلسل، نفي زعيم النار أوزاي ابنه الأمير زوكو وأمره بالإمساك بالأفاتار حتى يتمكن من استعادة شرفه وحقه في العرش. يرافق زوكو وينصحه عمه أيروه. مع مرور الوقت، يتعاطف زوكو مع الناس المظلومين وينضم للأفاتار لاستعادة التوازن. زوكو لديه جدين معروفين: زعيم النار سوزن جد أبيه - الذي أشعل حرب المئة عام - والأفاتار روكو جد أمه - وهو الأفاتار الذي يسبق آنغ.
في حلقة «الهارب»، نُشر اسم زوكو على ملصقات المطلوبين بهذا الشكل "祖寇" (زو كو). في حلقة «حكايات با سنغ ساي»، كُتب اسمه "蘇科" (سو كي) في بطاقته.

## وصلات خارجية
- زوكو في قاعدة بيانات الأفلام على الإنترنت